# كيسي كالفاري
كيسي كالفاري (بالإنجليزية: Casey Calvary)‏ مواليد 27 أبريل 1979 في فورتسبورغ، هو لاعب كرة سلة أمريكي سابق. بدأ مسيرته الاحترافية في سنة 2001. يبلغ طوله 6 قدم 8 بوصة (2.0 م). اعتزل اللعب في 2007.

## المسيرة الاحترافية
لعب مع إلان شالون في الدوري الفرنسي في موسم 2002–2003، ثم لعب مع تاونسفيل كروكودايلز في الدوري الأسترالي من سنة 2004 إلى 2006، ثم لعب مع بالونكيستو فوينلابرادا في الدوري الإسباني في سنة 2006.

## روابط خارجية
- كيسي كالفاري على موقع كلية كرة السلة في سبورتس رفرنس.كوم (الإنجليزية)
- كيسي كالفاري على موقع ريلجم (الإنجليزية)
- كيسي كالفاري على موقع بروبوليرز (الإنجليزية)